# Ministerstwo Obrony Indii
Ministerstwo Obrony Indii − ministerstwo odpowiadające za politykę obronną Indii. Jest tzw. resortem siłowym, odpowiedzialnym za obronę Indii przed zewnętrznymi i wewnętrznymi zagrożeniami militarnymi.
Mieści się w kompleksie rządowym w Raisina Hill w Nowym Delhi.
Obecnym ministrem spraw zagranicznych jest Manohar Parrikar.

## Lista ministrów obrony Indii
Poniższa tabela zawiera listę wszystkich ministrów obrony Indii, od uzyskania przez ten kraj niepodległości w 1947.
| Imię i nazwisko         | Zdjęcie | Od                   | Do                   | Partia                 | Uwagi                              |
| ----------------------- | ------- | -------------------- | -------------------- | ---------------------- | ---------------------------------- |
| Baldev Singh            |         | 15 sierpnia 1947     | 13 maja 1952         | INC                    |                                    |
| N. Gopalaswami Ayyangar |         | 13 maja 1952         | 10 lutego 1953       | INC                    |                                    |
| Jawaharlal Nehru        |         | 10 lutego 1953       | 10 stycznia 1955     | INC                    | pierwszy raz, jednocześnie premier |
| Kailash Nath Katju      |         | 10 stycznia 1955     | 30 stycznia 1957     | INC                    |                                    |
| Jawaharlal Nehru        |         | 30 stycznia 1957     | 17 kwietnia 1957     | INC                    | drugi raz, jednocześnie premier    |
| V.K. Krishna Menon      |         | 17 kwietnia 1957     | 31 października 1962 | INC                    |                                    |
| Jawaharlal Nehru        |         | 31 października 1962 | 14 listopada 1962    | INC                    | trzeci raz, jednocześnie premier   |
| Yashwantrao Chavan      |         | 14 listopada 1962    | 14 listopada 1966    | INC                    |                                    |
| Sardar Swaran Singh     |         | 14 listopada 1966    | 27 czerwca 1970      | INC                    | pierwszy raz                       |
| Jagjivan Ram            |         | 27 czerwca 1970      | 10 października 1974 | INC                    | pierwszy raz                       |
| Sardar Swaran Singh     |         | 10 października 1974 | 30 listopada 1975    | INC                    | drugi raz                          |
| Indira Gandhi           |         | 30 listopada 1975    | 20 grudnia 1975      | INC                    | pierwszy raz, jednocześnie premier |
| Bansi Lal               |         | 20 grudnia 1975      | 27 marca 1977        | INC                    |                                    |
| Jagjivan Ram            |         | 27 marca 1977        | 30 lipca 1979        | Janata                 | drugi raz                          |
| Chidambaram Subramaniam |         | 30 lipca 1979        | 16 stycznia 1980     | Janata Party (Secular) |                                    |
| Indira Gandhi           |         | 16 stycznia 1980     | 15 stycznia 1982     | INC                    | drugi raz, jednocześnie premier    |
| Ramaswamy Venkataraman  |         | 15 stycznia 1982     | 2 sierpnia 1984      | INC                    |                                    |
| Shankarrao Chavan       |         | 2 sierpnia 1984      | 31 grudnia 1984      | INC                    |                                    |
| P.V. Narasimha Rao      |         | 31 grudnia 1984      | 25 września 1985     | INC                    | pierwszy raz                       |
| Rajiv Gandhi            |         | 25 września 1985     | 24 stycznia 1987     | INC                    | jednocześnie premier               |
| Vishwanath Pratap Singh |         | 24 stycznia 1987     | 12 kwietnia 1987     | INC                    | pierwszy raz                       |
| Krishna Chandra Pant    |         | 12 kwietnia 1987     | 5 grudnia 1989       | INC                    |                                    |
| Vishwanath Pratap Singh |         | 5 grudnia 1989       | 21 listopada 1990    | Janata Dal             | drugi raz, jednocześnie premier    |
| Chandra Shekhar         |         | 21 listopada 1990    | 26 czerwca 1991      | Samajwadi Janata Party | jednocześnie premier               |
| Sharad Pawar            |         | 26 czerwca 1991      | 6 marca 1993         | INC                    |                                    |
| P.V. Narasimha Rao      |         | 6 marca 1993         | 16 maja 1996         | INC                    | drugi raz, jednocześnie premier    |
| Pramod Mahajan          |         | 16 maja 1996         | 1 czerwca 1996       | Indyjska Partia Ludowa |                                    |
| Mulayam Singh Yadav     |         | 1 czerwca 1996       | 19 marca 1998        | Samajwadi Party        |                                    |
| George Fernandes        |         | 19 marca 1998        | 18 marca 2001        | Samta Party            | pierwszy raz                       |
| Jaswant Singh           |         | 18 marca 2001        | 15 października 2001 | Indyjska Partia Ludowa |                                    |
| George Fernandes        |         | 15 października 2001 | 22 maja 2004         | Janata Dal (United)    | drugi raz                          |
| Pranab Mukherjee        |         | 23 maja 2004         | 24 października 2006 | INC                    |                                    |
| A.K. Antony             |         | 24 października 2006 | 26 maja 2014         | INC                    |                                    |
| Arun Jaitley            |         | 27 maja 2014         | 9 listopada 2014     | Indyjska Partia Ludowa |                                    |
| Manohar Parrikar        |         | 9 listopada 2014     |                      | Indyjska Partia Ludowa |                                    |